# Red tier 1
Una red de nivel 1 es una red de Protocolo de Internet (IP) que participa en Internet exclusivamente a través de acuerdos de interconexión libres, también conocido como acuerdo de peering libre. Estas redes pueden intercambiar tráfico sin pagar ninguna tarifa. En cambio, algunas redes de nivel 2 y todas las redes de nivel 3 deben pagar para transmitir tráfico en otras redes.

## Definición

Relación entre los diferentes niveles de los proveedores de Internet

En el Internet público, hay diferentes redes de acceso que se conectan al resto de Internet formando una jerarquía de capas o niveles de proveedores de servicios de Internet (ISP). En el extremo más alto de la jerarquía hay un número relativamente pequeño de los llamados ISP de nivel 1 (Tier 1). Un ISP de nivel 1 es lo mismo que cualquier red: tiene enlaces y routers, y está conectado a otras redes. Sus routers deben ser capaces de transmitir una cantidad muy elevada de datos al mismo tiempo. Los ISP de nivel 1 (Tier 1) están caracterizados por:
- Estar conectados directamente a cada uno de los demás ISP de nivel 1.
- Estar conectados a un gran número de ISP de nivel 2 (Tier 2) y otras redes de usuario.
- Tener cobertura internacional.

Un ISP de nivel 2 (Tier 2) normalmente tiene una cobertura regional o nacional, y se conecta a solamente unos pocos ISP de nivel 1. Por tanto, con el fin de alcanzar una porción grande de Internet global, un ISP de nivel 2 necesita encaminar su tráfico a través de los ISP de nivel 1 a los que está conectado. Un ISP de nivel 2 se dice que es un usuario de los ISP de nivel 1 los que está conectado y el ISP de nivel 1 se dice que es un proveedor del usuario. Una red de nivel 2 puede elegir también conectarse a otras redes de nivel 2, en cuyo caso el tráfico puede fluir entre las dos redes sin tener que pasar por una red de nivel 1. Por debajo de los ISP de nivel 2 están los ISP de nivel más bajo, que se conectan al Internet más grande a través de uno o más ISPs de nivel 2. En el extremo inferior de la jerarquía están los ISP de acceso. Cuando dos ISP están conectados directamente entre sí hay un acuerdo de peering.

## Políticas
Existen muchas razones por las que los profesionales del establecimiento de una red utilizan la “jerarquía de capas o niveles” para describir redes, pero quizás la más importante sea una comprensión mejor de las motivaciones políticas y económicas de una red.
Una red de nivel 1 se caracteriza por no comprar tránsito IP de ninguna otra red para alcanzar cualquier otra porción de Internet. Una nueva red no puede convertirse en una Tier 1 sin la aprobación implícita de cada otra red de nivel 1, puesto que la denegación de cualquier red del mismo nivel evitará que la nueva red sea considerada una red de nivel 1.
Las redes de nivel 1 intentan típicamente proteger su estado relativamente exclusivo previniendo que nuevas redes se conviertan en redes de nivel 1. Los Tier 1 logran a menudo su objetivo estableciendo unos "requisitos" excesivamente altos, lo cual impide que las nuevas redes puedan alcanzar su mismo estatus.[cita requerida]

## Lista de redes de nivel 1
Estas redes son reconocidas como redes de nivel 1, porque pueden llegar a todo Internet (IPv4 e IPv6) a través de acuerdos de peering libres. CAIDA es una clasificación que estima la importancia de una red en Internet.
| Nombre                                                   | Sede           | Número de Sistema Autónomo (ASN) | Posición ranking CAIDA | Longitud de red (km) | Acuerdo de interconexión (peering)                      |
| -------------------------------------------------------- | -------------- | -------------------------------- | ---------------------- | -------------------- | ------------------------------------------------------- |
| Cogent Communications                                    | Estados Unidos | 174                              | 3                      | 164,456              | Cogent Communications Peering Policy                    |
| Arelion (anteriormente Telia Carrier)                    | Suecia         | 1299                             | 2                      | 65.000               | TeliaSonera International Carrier Global Peering Policy |
| AT&T                                                     | Estados Unidos | 7018                             | 20                     | 660,000              | AT&T Peering policy                                     |
| Deutsche Telekom Global Carrier                          | Alemania       | 3320                             | 24                     | 250.000              | DTAG Peering Details                                    |
| GTT Communications                                       | Estados Unidos | 3257                             | 6                      | 232,934              | GTT Peering Policy                                      |
| Liberty Global                                           | Reino Unido    | 6830                             | 27                     | 800.000              | Peering Principles                                      |
| Lumen Technologies (anteriormente CenturyLink y Level 3) | Estados Unidos | 3356                             | 1                      | 885.139              | CenturyLink Peering Policy; Level 3 Peering Policy      |
| NTT Communications (anteriormente Verio)                 | Japón          | 2914                             | 4                      | ?                    | Global Peering Policy                                   |
| Orange                                                   | Francia        | 5511                             | 11                     | 495.000              | OTI peering policy                                      |
| PCCW Global                                              | Hong Kong      | 3491                             | 10                     | ?                    | Peering policy                                          |
| T-Mobile US (anteriormente Sprint)                       | Estados Unidos | 1239                             | 26                     | 30.000               | Peering policy                                          |
| Tata Communications (anteriormente Teleglobe)            | India          | 6453                             | 7                      | 700.000              | Peering Policy                                          |
| Telecom Italia Sparkle (Seabone)                         | Italia         | 6762                             | 8                      | 560.000              | Peering Policy                                          |
| Telxius (subsidiaria de Telefónica)                      | España         | 12956                            | 16                     | 65.000               | Peering Policy                                          |
| Verizon Enterprise Solutions (anteriormente UUNET)       | Estados Unidos | 701                              | 21                     | 805.000              | Verizon UUNET Peering policy 701, 702, 703              |
| Zayo Group (anteriormente AboveNet)                      | Estados Unidos | 6461                             | 9                      | 196,339              | Zayo Peering Policy                                     |

## Otras redes importantes
Existen algunas redes que a menudo se consideran y se acercan al estatus de Tier 1, porque pueden llegar a la mayoría (50%+) de Internet a través de peering libre. Sin embargo, las rutas a uno o más Tier 1 no existen o son de pago.
| Nombre                                                         | Sede           | Número de Sistema Autónomo (ASN) | Posición ranking CAIDA | Motivo |
| -------------------------------------------------------------- | -------------- | -------------------------------- | ---------------------- | --- |
| China Telecom                                                  | China          | 4134 4809                        | 49                     | Compra tránsito IP de Lumen Technologies/AS3356 y Cogent/AS174.                                                                                               |
| Comcast                                                        | Estados Unidos | 7922                             | 30                     | Red limitada a Estados Unidos, compra tránsito IP de Tata Communications/AS6453 y Lumen Technologies/AS3356.                                                  |
| Hurricane Electric                                             | Estados Unidos | 6939                             | 5                      | IPv4: compra tránsito IP de Arelion/AS1299 para conectar con NTT/AS2914, Cogent/AS174, y Tata Communications/AS6453 IPv6: No tiene conexión con Cogent/AS174. |
| RETN                                                           | Estados Unidos | 9002                             | 13                     | Compra tránsito IP de Lumen technologies/AS3356 |
| Singtel                                                        | Singapur       | 7473                             | 15                     | Compra tránsito IP de Arelion/AS1299, Zayo/AS6461 y Tata Communications/AS6453.                                                                               |
| Telstra                                                        | Australia      | 4637                             | 14                     | Compra tránsito IP de Arelion/AS1299, Lumen Technologies/AS3356, y Zayo/AS6461.                                                                               |
| Vodafone Carrier Services (anteriormente Cable & Wireless)     | Reino Unido    | 1273                             | 12                     | Compra tránsito IP de Arelion/AS1299 para conectar con AT&T/AS7018.                                                                                           |
| Verizon Enterprise Solutions (anteriormente XO Communications) | Estados Unidos | 2828                             | 82                     | IPv6: compra tránsito IP de T-Mobile US/AS1239 para conectar con Vodafone/AS1273 y Telecom Italia Sparkle (Seabone)/AS6763.                                   |